# Bonus track
En términos de música grabada, un bonus track (en español pista adicional o tema extra) es una pieza musical que ha sido incluida en ediciones específicas o reediciones de un álbum u obra. Normalmente se hace por motivos promocionales, como incentivo para que los clientes adquieran álbumes que de otro modo no comprarían o para que vuelvan a comprar álbumes que ya poseen. En oposición a las pistas ocultas, los bonus tracks sí se incluyen en la lista de temas. 
Muchos lanzamientos internacionales de álbumes de música europea o estadounidense, muy frecuentemente japoneses, pero no restringidos solo a Japón, contienen bonus tracks. Normalmente se trata de caras B de sencillos; como la industria discográfica se mueve más rápido en Europa y Estados Unidos que en cualquier otro lugar, se editan más sencillos y entonces las caras B son publicadas como pistas adicionales para que los mercados extranjeros no se lo pierdan. Tomas alternativas de temas concretos también se incluyen frecuentemente como bonus tracks en versiones acústicas y en vivo.
Especialmente con la llegada del formato de disco compacto, los bonus tracks también sirvieron para relanzar discos que en su momento fueron editados como sencillos o EP y así justificar el precio de un long play normal. 